# Crveni krug
Crveni krug (eng.: The Adventure of the Red Circle) jedna je od 56 priča o Sherlocku Holmesu što ih je napisao Arthur Conan Doyle. Priča je izvorno objavljena 1911. godine u Strandu, čak tri godine nakon priče "Wisteria Lodge", a sačinjava dio zbirke His Last Bow, objavljene 1917. godine. Ilustracije za priču izradio je H. M. Brock, što je prva priča o Holmesu što je ilustrirao.

## Sadržaj
Londonska stanodavka, gospođa Warren, dolazi u 221B Baker Street kako bi postavila nekoliko pitanja o svom podstanaru. Njezin je podstanar mlađahan čovjek s bradom. Engleski jezik govori dobro, ali s vidljivim naglaskom. Kada se javio na oglas za stan, ponudio joj je dvostruku stanarinu, uz uvjet da sobu dobije pod svojim uvjetima. Gospođa Warren je pristala. Stanar je samo prve noći napustio sobu i vratio se poslije ponoći, kada su svi već spavali, nakon čega više nije izlazio te ga nitko nije vidio. Svakoga je dana zahtijevao novine Daily Gazette, hrana mu je ostavljana u hodniku ispred vrata sobe, a sve ostale zahtjeve ostavljao bi na komadu papira u istom hodniku. Jede prilično malo i nema posjetitelja. Gospođa Warren je Holmesu donijela nekoliko uporabljenih šibica i popušenu cigaretu, ali detektiv jedino uoči kako je neobično da čovjek s bradom puši cigarete bez držača.
Kada gospođa Warren ode, Sherlock Holmes sugerira dr. Watsonu kako osoba koja trenutno boravi u sobi gospođe Warren nije bradati muškarac koji ju je iznajmio. Zaključak temelji ne samo na cigareti već i na lošijem poznavanju engleskog jezika (u jednoj poruci osoba je napisala "MATCH", umjesto "MATCHES"). Kako se prve večeri stanar vratio poslije ponoći, kada su svi spavali, bilo je jednostavno zamijeniti osobu u sobi. Nadalje, Holmes zaključi kako stanar zahtijeva Daily Gazette jer je u njima skrivena određena poruka, što Watson i on ubrzo potvrđuju. Nakon pronalaska svih poruka, Holmes zaključi kako je vrijeme da posjete susjedstvo gospođe Warren.
U tom se trenutku pojavljuje gospođa Warren, sva u panici, te govori kako je netko oteo njezina supruga u taksiju i izbacio ga negdje na cesti. Starac nije uspio vidjeti svoje otmičare. Holmes zaključi kako su otmičari zamijenili gospodina Warrena sa stanarom te su ga izbacili na cesti kada su shvatili pogrešku. Holmes i Watson odlaze kod gospođe Warren u vrijeme ručka, nadajući se kako bi mogli pogledati tajanstvenog stanara dok izlazi iz sobe po hranu. Po dolasku pred kuću, Holmes uoči kako prozor stanara ima izvanredan pogled na kuću preko puta koja savršeno odgovara opisu pronađenom u jednoj od poruka u novinama.
Holmes i Watson uspijevaju se skriti i pomoću zrcala promatrati hodnik. Kada tajanstveni stanar izađe po hranu, Holmes i Watson otkriju kako se, zapravo, radi o - ženi! Holmes zaključi zašto su sve poruke bile otiskane, a ne pisane rukom (da bi se sakrio ženski rukopis), govoreći dalje kako su bradati muškarac, koji joj je najvjerojatnije ljubavnik ili suprug, i žena u velikoj opasnosti i kako stan koriste kao skrovište. Sudeći po svim mjerama zaštite i osiguranja, pitanje je života i smrti.
Tog popodneva, Holmes i Watson svjedoče izmjeni poruka između dvoje bjegunaca preko svijeća na prozoru. Prva poruka glasi "Attenta, attenta, attenta!" ("Oprez, oprez, oprez!"); jezik poruke jasno otkriva kako su bjegunci Talijani, a nastavak "-a" jasno otkriva kako je poruka poslana ženskoj osobi. Druga poruka započinje s "Pericolo" ("Opasnost"), ali je prekinuta usred slanja nastavka, i to usred riječi "Peri-". Shvativši kako se nešto dogodilo, Holmes i Watson pojure u kući samo da bi tamo pronašli inspektora Gregsona i američkog inspektora Levertona, o kojem je Holmes već čitao. Inspektori informiraju detektiva kako u zasjedi čekaju Giuseppea "Crnog" Gorgiana, zloglasnog ubojicu koji ni Holmesu nije nepoznanica. Dvojica inspektora nisu uočili poruke na prozoru, što je značilo da se nešto zbiva u kući.
Kada ulaze u kuću, nailaze na zastrašujuću scenu - divovski Giorgiano je ubijen. Ubojica je, očigledno, bradati muškarac, a dolazak žene iz kuće gospođe Warren iznenadi sve osim Holmesa. Njezino ime je Emilia Lucca, a bradati muškarac je Gennaro, njezin suprug. Njih su se dvoje doista skrivali od Crnog Giorgiana, koji je želio ubiti Gennara jer je ovaj izdao "Crveni krug", tajnu kriminalnu organizaciju u koju je Gennaro stupio još u mladosti. Bračni par Lucca je iz Italije pobjegao u New York kako bi se skrio od "Crvenog kruga", ali ih je Giorgiano pronašao i natjerao Luccu da ubije svog prijatelja. Ovaj je to, dakako, odbio i o svemu informirao metu i policiju, nakon čega su njih dvoje pobjegli u Englesku. Giorgiano ga je i tu pronašao, ali je ubijen u sukobu s Gennarom.
Gregson, ipak, privede Gennara i Emiliju, ali izgledno je kako neće podizati nikakvu optužnicu.